# Poecilopeplus tardifi
Poecilopeplus tardifi är en skalbaggsart som beskrevs av Michard 1887. Poecilopeplus tardifi ingår i släktet Poecilopeplus och familjen långhorningar. Inga underarter finns listade i Catalogue of Life.